# Іберійська унія

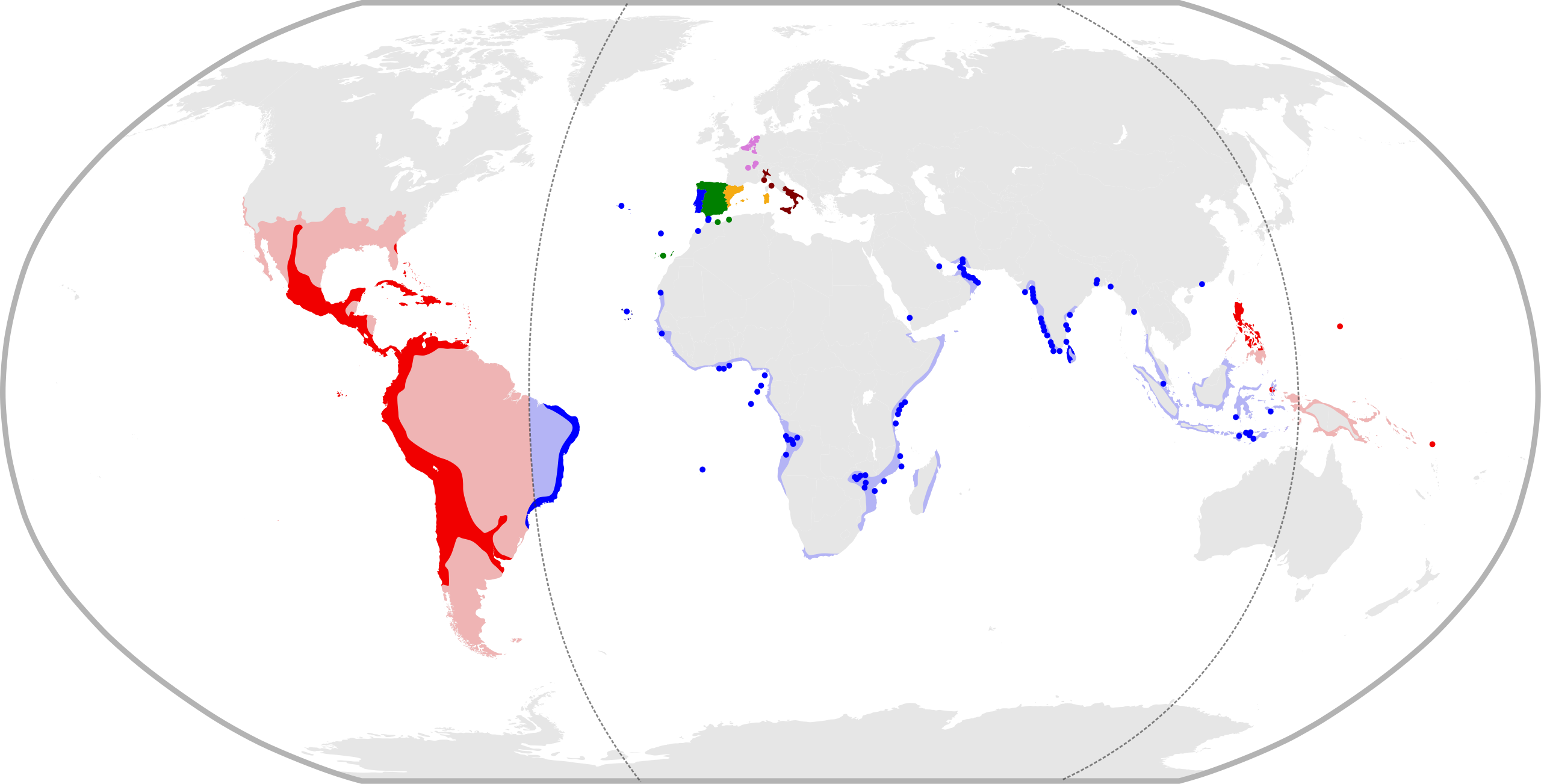
Карта Іспансько-португальської імперії в 1598.
Території, які керувалися Радою Кастилії
Території, які керувалися Радою Арагону
Території, які керувалися Радою Португалії
Території, які керувалися Радою Італії
Території, які керувалися Радою Індій

Мапа Іспанської та Португальської імперій в період унії

Іберійська унія — сучасне позначення історичної політичної унії, яка об'єднала Іберійський півострів у 1580—1640 роках внаслідок династичної унії корон Іспанії та Португалії. В цей час королями обох держав були іспанські Габсбурги — Філіпп II, Філіпп III та Філіпп IV. В той час це була найбільша колоніальна держава світу.

## Історія
Об'єднати всю Іберію намагалося багато середньовічних правителів півострову. Санчо ІІІ Наварський та Альфонсо VII Леонський навіть брали собі титули лат. Imperator Totius Hispaniae (укр. Імператор Всієї Іспанії) за століття до укладення союзу. Унія могла б відбутися й раніше, за Мігеля де Паза, принца Португалії та Астурії, якби він став королем. Але він помер малою дитиною.